# Chris Shields
Chris Shields (Dublín, 27 de diciembre de 1990) es un futbolista irlandés que juega de centrocampista en el Linfield F. C. de la NIFL Premiership.

## Clubes
| Club                 | País              | Año       |
| -------------------- | ----------------- | --------- |
| Bray Wanderers F. C. | Irlanda           | 2008-2011 |
| Booth Road F. C.     | Irlanda           | 2011      |
| Dundalk F. C.        | Irlanda           | 2012-2021 |
| Linfield F. C.       | Irlanda del Norte | 2021-     |

## Palmarés

### Títulos nacionales
| Título                     | Club           | País              | Año  |
| -------------------------- | -------------- | ----------------- | ---- |
| Premier Division           | Dundalk F. C.  | Irlanda           | 2014 |
| Copa de la Liga de Irlanda | Dundalk F. C.  | Irlanda           | 2014 |
| Premier Division           | Dundalk F. C.  | Irlanda           | 2015 |
| Copa de Irlanda            | Dundalk F. C.  | Irlanda           | 2015 |
| Supercopa de Irlanda       | Dundalk F. C.  | Irlanda           | 2015 |
| Premier Division           | Dundalk F. C.  | Irlanda           | 2016 |
| Copa de la Liga de Irlanda | Dundalk F. C.  | Irlanda           | 2017 |
| Premier Division           | Dundalk F. C.  | Irlanda           | 2018 |
| Copa de Irlanda            | Dundalk F. C.  | Irlanda           | 2018 |
| Premier Division           | Dundalk F. C.  | Irlanda           | 2019 |
| Copa de la Liga de Irlanda | Dundalk F. C.  | Irlanda           | 2019 |
| Supercopa de Irlanda       | Dundalk F. C.  | Irlanda           | 2019 |
| Copa de Irlanda            | Dundalk F. C.  | Irlanda           | 2020 |
| Copa de la Liga de Irlanda | Dundalk F. C.  | Irlanda           | 2021 |
| NIFL Premiership           | Linfield F. C. | Irlanda del Norte | 2022 |

### Distinciones individuales
| Distinción                            | Año  |
| ------------------------------------- | ---- |
| Equipo del año de la Premier Division | 2018 |
| Equipo del año de la Premier Division | 2019 |